# Claes Johansson
Claes Edvin Johansson (ur. 4 listopada 1884 w Hyssnie, zm. 9 marca 1949 w Göteborgu) – szwedzki zapaśnik. Dwukrotny medalista olimpijski.
Walczył w stylu klasycznym, w kategorii średniej i półciężkiej, a następnie ciężkiej. Brał udział w trzech igrzyskach (IO 12, IO 20, IO 24), na dwóch zdobywał złote medale. Triumfował w 1912 i 1920. W 1913 wywalczył złoto na nieoficjalnych mistrzostwach Europy.